# National Rugby League 1978
La New South Wales Rugby Football League de 1978 fue la 71.ª edición del torneo de rugby league más importante de Australia.

## Formato
Los clubes se enfrentaron en una fase regular de todos contra todos, los cinco equipos mejor ubicados al terminar esta fase clasificaron a la postemporada.
Se otorgaron 2 puntos por el triunfo, 1 por el empate y ninguno por la derrota.

## Desarrollo

### Tabla de posiciones
| Pos. | Equipo                        | Encuentros | Encuentros | Encuentros | Encuentros | Tantos | Tantos | Tantos | Puntos |
| Pos. | Equipo                        | PJ         | PG         | PE         | PP         | F      | C      | Dif    | Puntos |
| ---- | ----------------------------- | ---------- | ---------- | ---------- | ---------- | ------ | ------ | ------ | ------ |
| 1    | Western Suburbs Magpies       | 22         | 16         | 1          | 5          | 426    | 288    | +138   | 33     |
| 2    | Cronulla-Sutherland Sharks    | 22         | 15         | 0          | 7          | 418    | 261    | +157   | 30     |
| 3    | Manly-Warringah Sea Eagles    | 22         | 15         | 0          | 7          | 427    | 287    | +140   | 30     |
| 4    | Parramatta Eels               | 22         | 14         | 0          | 8          | 525    | 306    | +219   | 28     |
| 5    | Canterbury-Bankstown Bulldogs | 22         | 13         | 2          | 7          | 307    | 273    | +34    | 28     |
| 6    | Eastern Suburbs               | 22         | 13         | 0          | 9          | 377    | 280    | +57    | 26     |
| 7    | South Sydney Rabbitohs        | 22         | 12         | 1          | 9          | 298    | 300    | -2     | 25     |
| 8    | St. George Dragons            | 22         | 10         | 1          | 11         | 367    | 354    | +13    | 21     |
| 9    | Balmain Tigers                | 22         | 9          | 1          | 12         | 337    | 344    | -7     | 19     |
| 10   | Penrith Panthers              | 22         | 4          | 2          | 16         | 206    | 463    | -257   | 10     |
| 11   | North Sydney Bears            | 22         | 4          | 1          | 17         | 325    | 439    | -114   | 9      |
| 12   | Newtown Jets                  | 22         | 2          | 1          | 19         | 199    | 577    | -378   | 5      |

|  | Postemporada. |

### Postemporada

#### Finales clasificatorias
| 26 de agosto | Cronulla-Sutherland Sharks | 17 - 12 | Manly-Warringah Sea Eagles |  |  |

| 27 de agosto | Parramatta Eels | 22 - 15 | Canterbury-Bankstown Bulldogs |  |  |

#### Semifinales
| 2 de septiembre | Western Suburbs Magpies | 10 - 14 | Cronulla-Sutherland Sharks |  |  |

| 6 de septiembre | Manly-Warringah Sea Eagles | 17 - 11 | Parramatta Eels |  |  |

#### Final preliminar
| 9 de septiembre | Western Suburbs Magpies | 7 - 14 | Manly-Warringah Sea Eagles |  |  |

#### Final
| 16 de septiembre | Cronulla-Sutherland Sharks | 11 - 11 | Manly-Warringah Sea Eagles | Sydney Cricket Ground, Sídney   |  |
|                  |                            |         |                            | Asistencia: 51.110 espectadores |  |

| 19 de septiembre | Cronulla-Sutherland Sharks | 0 - 16 | Manly-Warringah Sea Eagles | Sydney Cricket Ground, Sídney   |  |
|                  |                            |        |                            | Asistencia: 33.552 espectadores |  |

| Bandera de Australia               |
| Campeón Manly-Warringah Sea Eagles |
| Cuarto título                      |